# Idaea sericeata
Idaea sericeata är en fjärilsart som beskrevs av Jacob Hübner 1808/14. Idaea sericeata ingår i släktet Idaea och familjen mätare. Inga underarter finns listade i Catalogue of Life.